# Dolichoderus validus
Dolichoderus validus é uma espécie de formiga do gênero Dolichoderus.